# David Bermejo
Pour les articles homonymes, voir Bermejo.
David Bermejo, né en 1972, est un producteur de cinéma et de télévision espagnol.

## Biographie
David Bermejo est notamment le créateur, avec le cinéaste Aitor Gabilondo, de la série télévisée à succès Permis de vivre, puis de la série de Telecinco Entrevias, avec les acteurs José Coronado, Nona Sobo et Felipe Londoño,.

## Télévision
- 2007 : La familia Mata
- 2010 : Los hombres de Paco[6]
- 2012: Luna, el misterio de Calenda
- 2020: Permis de vivre[7]
- 2022 : Entrevias[8]